# Meinhard von Schönberg

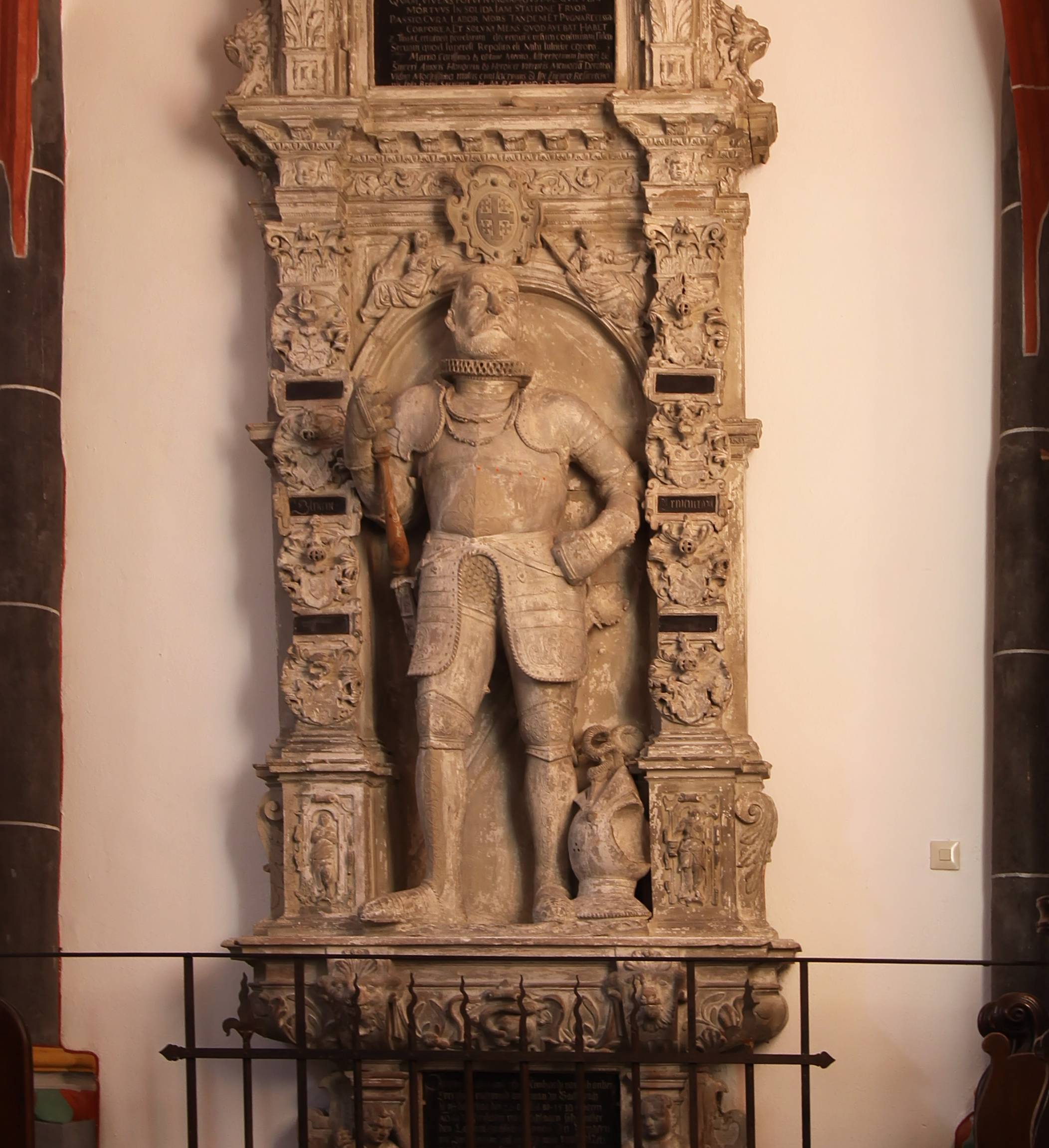
Grabmal in der Pfarrkirche St. Peter, Bacharach

Meinhard von Schönberg (* 26. April 1530; † 22. April 1596 auf Schloss Schönburg) war kurpfälzischer Feldmarschall und Amtmann zu Bacharach.

## Familie
Der am 26. April 1530 geborene Meinhard war eines von sechs Kindern aus der zweiten Ehe des Friedrich von Schönburg auf Wesel und der Elisabeth von Langeln. Sitz der Familie war die Schönburg im benachbarten Oberwesel.
Er war mit Dorothea Riedesel zu Bellersheim († 25. März 1610) verheiratet. Das Paar hatte folgende Kinder:
- Heinrich Dieter († 1622), Amtmann von Bacharach, Gouverneur von Mannheim, Burggraf zu Starkenburg, ⚭ Elisabeth Ketteler von Nesselrode
- Johann Friedrich (um 1578–1605), gefallen in Ungarn
- Georg Wolff († 1618)
- Hans Meinhard von Schönberg (1582–1616)
- Johann Otto († 1659), Amtmann von Bacharach erbte 1596 Schloss Schönburg, ⚭ Juliane Eleonore von Gleißenthal
- Anna Dorothea Elisabeth († 1609), ⚭ Hans Velten von Wildberg, Amtmann zu Hildesheim; ⚭ 1603 Johann Schweickard von Sickingen zu Ebernburg

## Leben
Er kämpfte 1552 im Feldzug für Kaiser Karl V. in Metz und Philipp II. 1557 in St. Quentin. Obwohl er Protestant war, pilgerte er 1561 zusammen mit Jakob Wurmser und Graf Albrecht von Löwenstein nach Jerusalem und wurde dort zum Ritter des Ordens vom Heiligen Grab geschlagen. Nach seiner Rückkehr wurde er Vogt von Heidelberg. Er kämpfte dann als kurpfälzischer Rittmeister in der Armee von Reichard von Pfalz-Simmern in Ungarn und 1568 als kurpfälzischer Hofmarschall.
1569 führte er als zweibrücker Marschall ein Kontingent von 28 Fähnlein Reitern und 22 Fähnlein Landsknechten nach Frankreich. Dort kämpfte er mit seinen Vettern Dietrich (Dietz) und Kasper in der Montecontur. Nach seiner Rückkehr wurde er Amtmann in Bacharach. 1576 führte er kurpfälzische Truppen unter Johann Kasimir von Pfalz-Simmern zur Unterstützung der Hugenotten im Fünften Hugenottenkrieg nach Frankreich.
Er starb am 22. April 1596 auf Schloss Schönburg in Oberwesel. Sein Grabstein befindet sich in St. Peter in Bacharach. Das Tuffstein-Epitaph des Meinhard von Schönberg auf Wesel rahmt ein Beschlagwerkmedaillon mit dem Wappen des Ordens vom Heiligen Grab.